# Teinobasis filamenta
Teinobasis filamenta là một loài chuồn chuồn kim trong họ Coenagrionidae.
Teinobasis filamenta được miêu tả khoa học năm 1939 bởi Needham & Gyger.